# كارولين براش نيلسين
كارولين براش نيلسين (بالدنماركية: Caroline Brasch Nielsen)‏ (مواليد 21 يونيو 1993) عارضة أزياء دنماركية. عرفت لكونها وجه مارك جاكوبس وفالنتينو ، فضلا عن بعض العطور: فندي فان دي فيندي بلوسوم ، كلوي روزس دي كلوي.

## روابط خارجية
- كارولين براش نيلسين على موقع IMDb (الإنجليزية)
- كارولين براش نيلسين على موقع دليل عارضات الأزياء (الإنجليزية)
- كارولين براش نيلسين في موديلز.كوم
- كارولين براش نيلسين على إنستغرام